# Парк Победы (Тверь)
Парк Победы расположен в Центральном районе Твери несколько южнее исторического центра города.
Основан 9 мая 1975 года на территории бывшего яблоневого сада совхоза «Калининский».
Парк занимает площадь 11 гектаров. Северная граница парка проходит по реке Лазури, западная — примыкает к жилому кварталу, восточная — по Волоколамскому проспекту, южная — по Проспекту Победы. Парк включает территорию бывшего яблоневого сада совхоза «Калининский». К юго-восточной окраине парка примыкает здание театра кукол.
На территории парка произрастают следующие деревья: береза бородавчатая, вяз шершавый, дуб черешчатый, ель европейская, ива белая, клен остролистный, клен ясенелистный, конский каштан, липа сердцевидная, лиственница, рябина обыкновенная, сосна обыкновенная, тополь, туя, яблоня домашняя, ясень обыкновенный; кустарники: боярышник, дёрен, сирень обыкновенная, шиповник. По южной аллее парка проходит ясеневая аллея, на берегу Лазури преобладают ива и ясень.
Парк Победы — излюбленное место отдыха тверичан. Особенно красив парк во время цветения яблонь. С 2004 года в Парке Победы ежегодно в конце июня проводится выставка «Созвездие цветов».
В 2007 году администрация Тверской области приняла решение об исключении из охранной зоны парка территории, непосредственно примыкающей к Волоколамскому проспекту, на которой раньше находились теплицы, для последующей застройки.
Проекты, связанные с вырубкой деревьев и строительством домов на территории лесопарка, а также с установкой на территории парка аттракционов, вызывают негативную реакцию городской общественности и жителей близлежащих домов. На территории парка построено два здания. При строительстве второго через некоторое время после начала появился плакат с изображением здания, сообщавший что возводится «Комплекс для ветеранов». По завершении строительства никакого комплекса для ветеранов в здании не оказалось.
C 2008 года в мае в Парке Победы проводятся соревнования по спортивному ориентированию — Кубок парков Твери в формате городской
(парковый) спринт, который стал очень популярным в мире за последние годы..

## Галерея

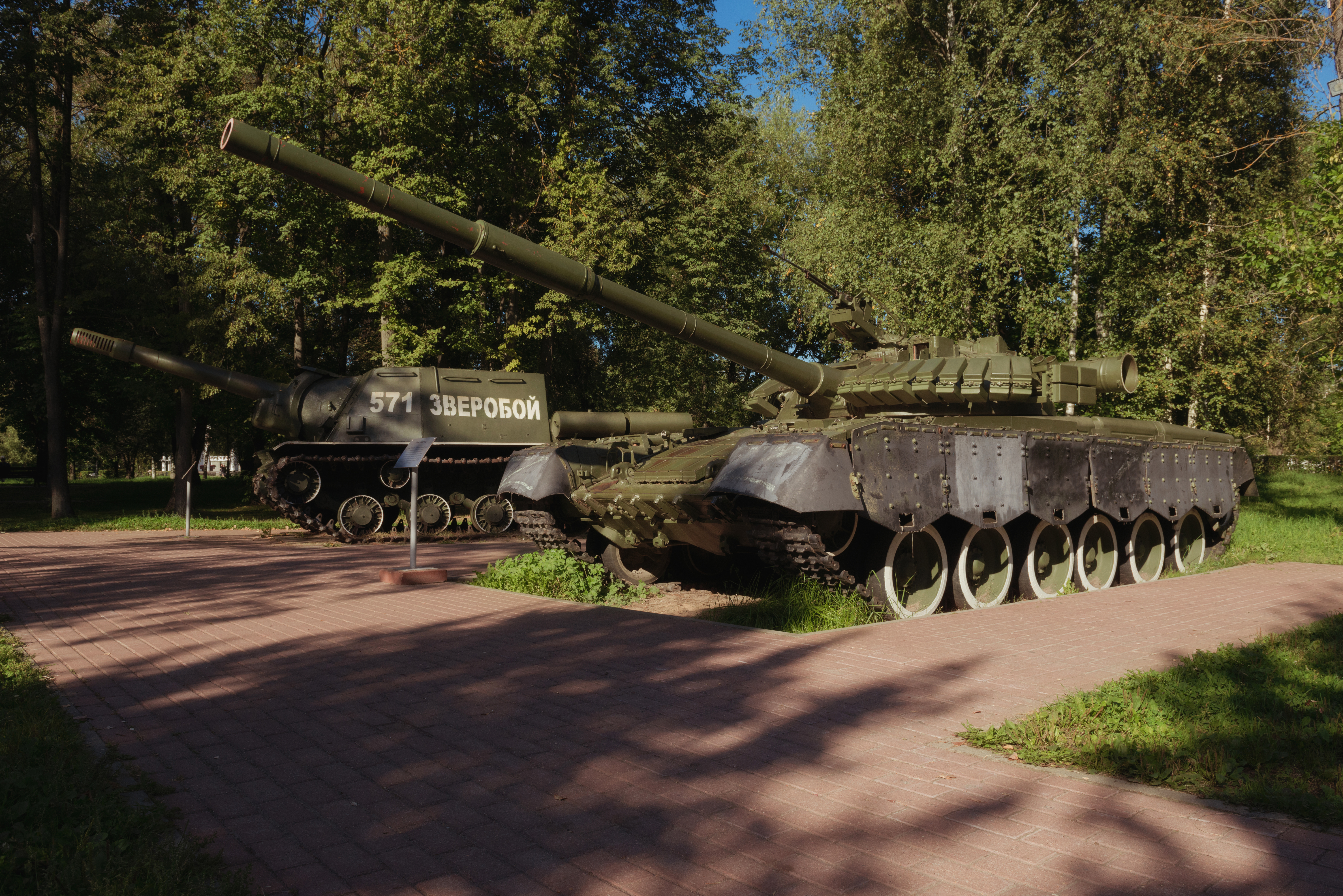
Основной боевой танк Т-80БВ и самоходная артиллерийская установка ИСУ-152 из экспозиции военной техники в парке Победы. "Зверобой" - обиходное название тяжёлых советских САУ периода Великой Отечественной войны: СУ-152, ИСУ-122, ИСУ-152.
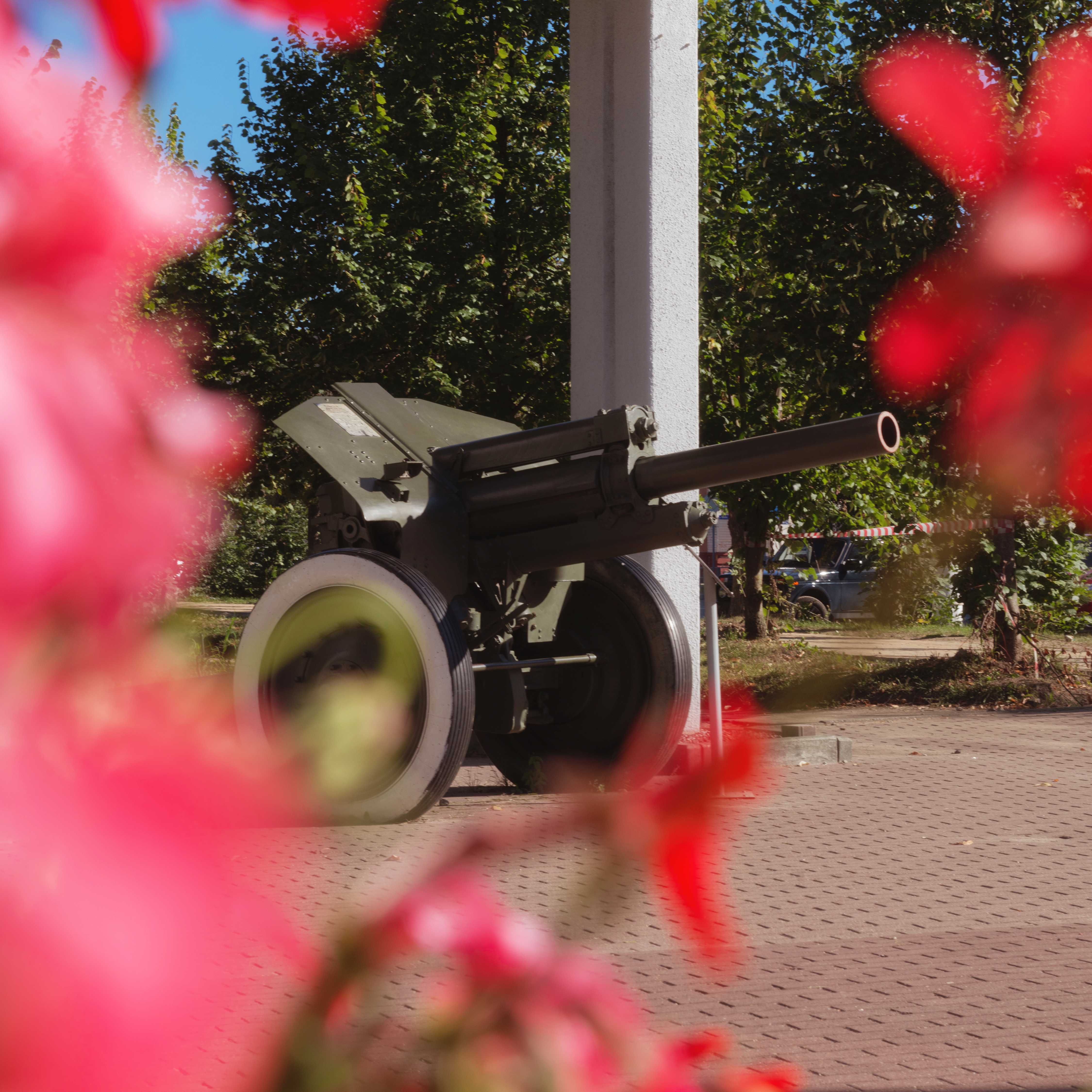
122-мм гаубица М-30 образца 1938 года у входа в парк Победы.
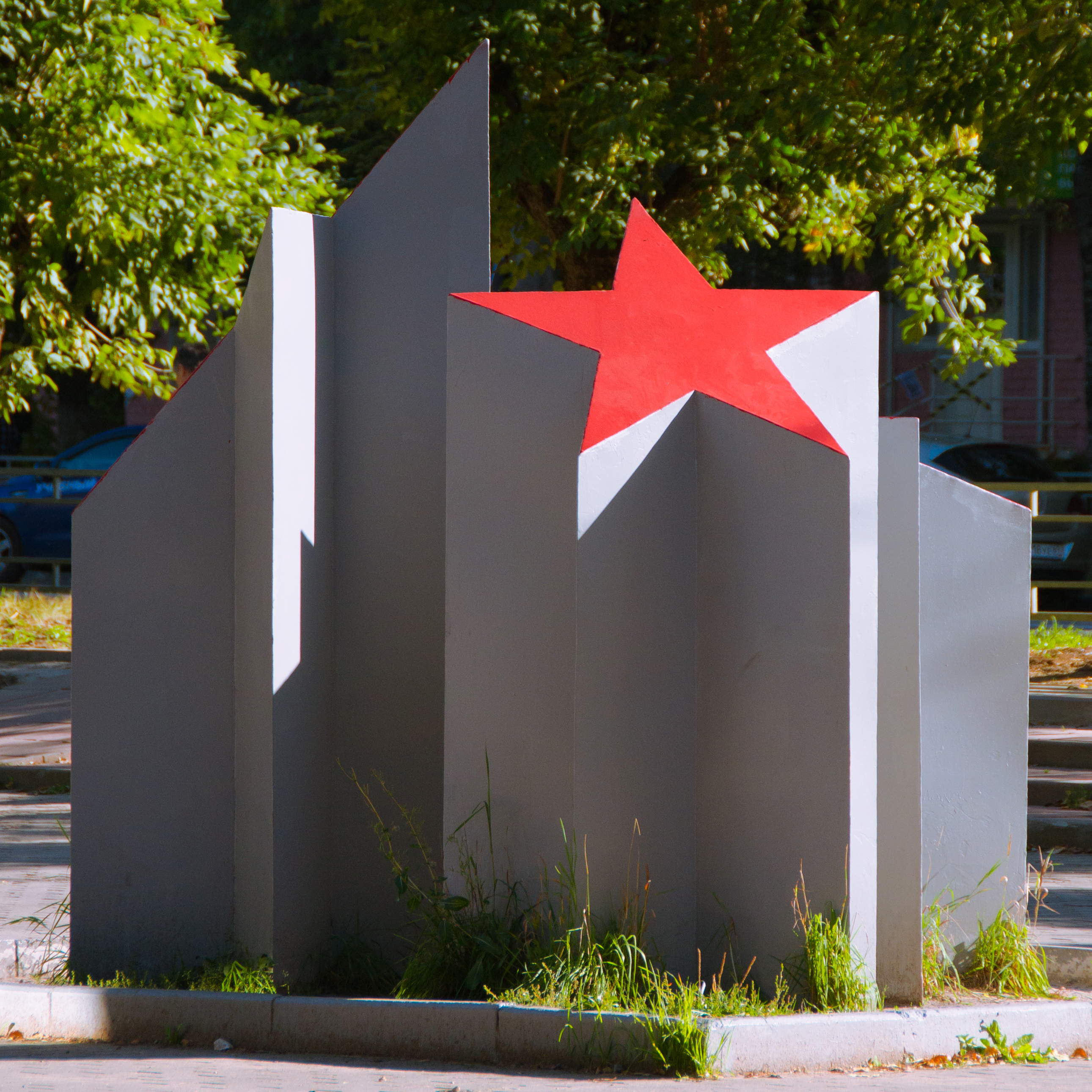
Арт-объект «Звезда» в парке Победы.
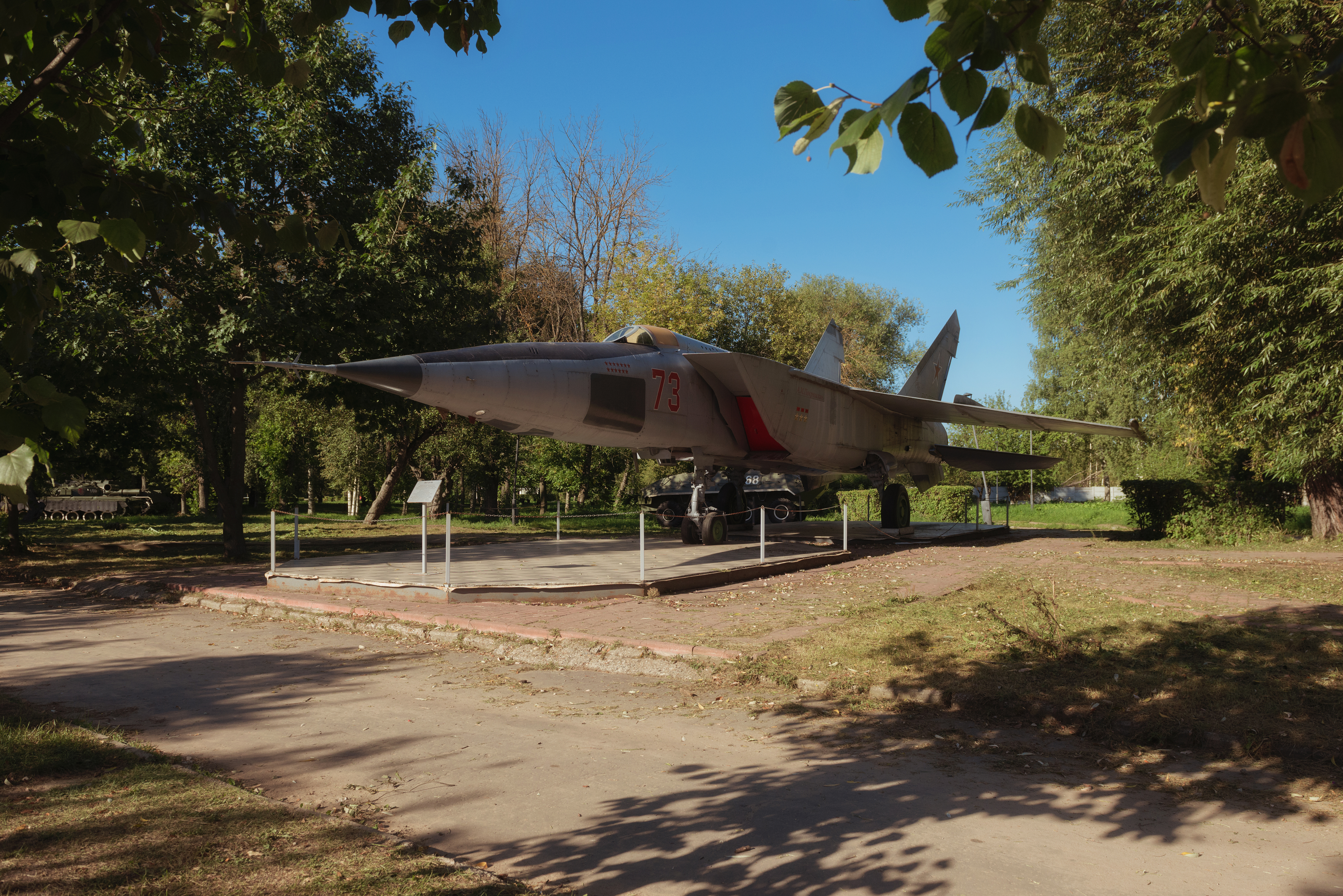
Сверхзвуковой разведчик-бомбардировщик МиГ-25РБ из экспозиции военной техники в парке Победы.